# Landkreis Kalisch

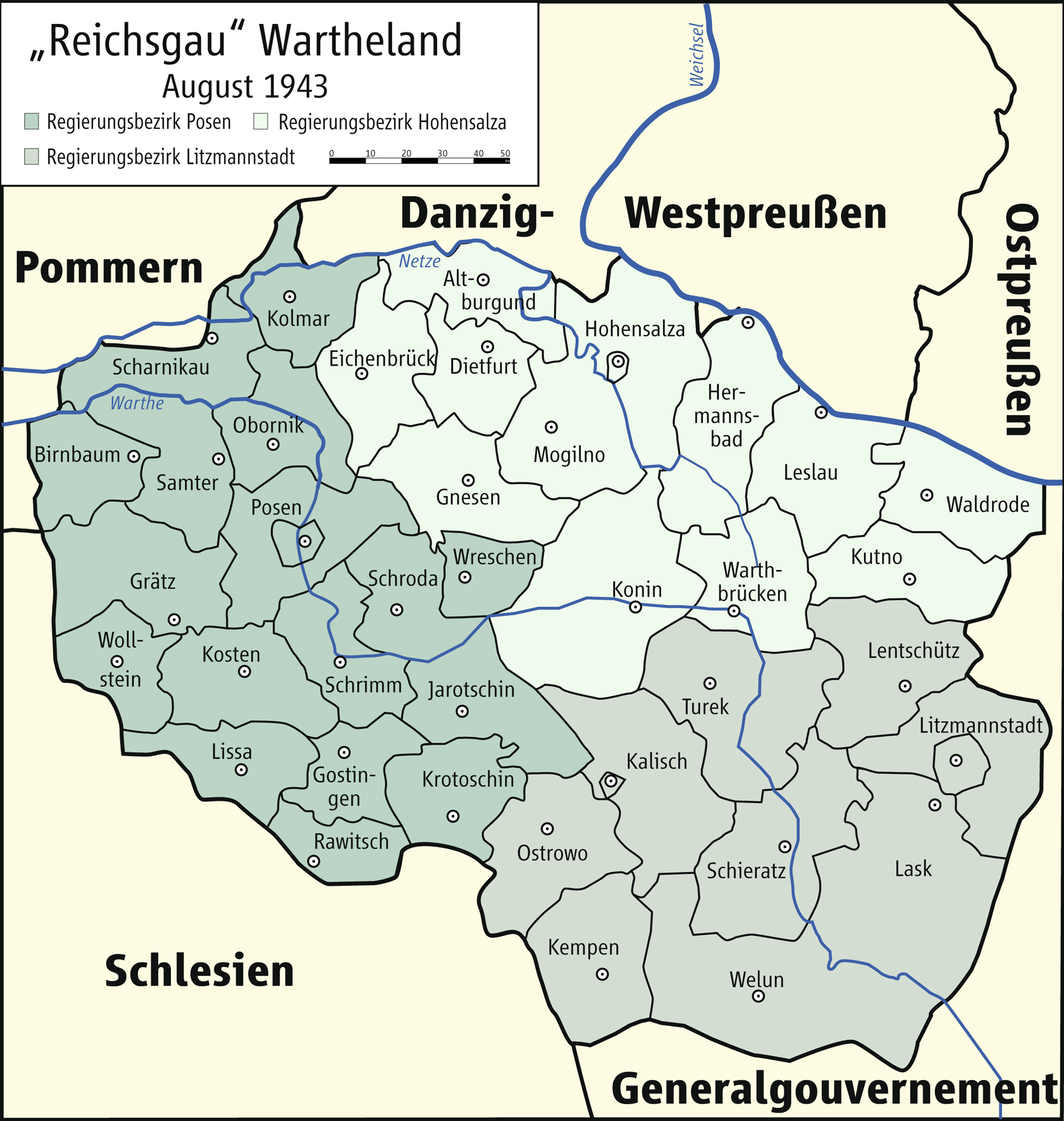
Regierungsbezirke und Kreise im Reichsgau Wartheland

Landkreis Kalisch war während des Zweiten Weltkrieges der Name einer deutschen Verwaltungseinheit im besetzten Polen (1939–45).

## Vorgeschichte (1793 bis 1807)
Das Gebiet um die westpolnische Stadt Kalisz gehörte nach der Zweiten Teilung Polens von 1793 bis 1807 vorübergehend als eigener Kreis Kalisch zur preußischen Provinz Südpreußen.

## Verwaltungsgeschichte
Zu Beginn des Zweiten Weltkrieges besetzten deutsche Truppen den westpolnischen Powiat Kalisz, die Kreisstadt Kalisz wurde am 4. September 1939 eingenommen.
Am 26. Oktober 1939 wurde der Powiat unter der Bezeichnung Landkreis Kalisch  an das Deutsche Reich angeschlossen, was als einseitiger Akt der Gewalt völkerrechtlich aber unwirksam war. Der Landkreis wurde Teil des Regierungsbezirkes Kalisch (ab 1941 Regierungsbezirk Litzmannstadt) im Reichsgau Wartheland.
Sitz des deutschen Landratsamtes wurde die Kreisstadt Kalisz, die aber nicht zum Landkreis gehörte, sondern einen eigenen Stadtkreis bildete.
Mit dem Einmarsch der Roten Armee im Januar 1945 endete die deutsche Besetzung.

## Politik

### Landkommissar
1939–9999: Marggraf

### Landräte
1939–1945: Marggraf

## Kommunale Gliederung
Die Ortschaften im Landkreis Kalisch waren anfangs in 20, ab 1943 dann in 16 Amtsbezirken zusammengefasst.

## Ausdehnung
Der Landkreis Kalisch hatte eine Fläche von 1480 km².

## Bevölkerung
Der Landkreis Kalisch hatte im Jahre 1941 140.790 meist polnische Einwohner.
Die deutschen Besatzungsbehörden vertrieben bis 1944 30.000 Polen allein aus der Stadt Kalisz, aus dem umliegenden Landkreis zwischen dem 1. Dezember 1939 und dem 31. Dezember 1943 fast 28.000 Polen.
Die jüdische Bevölkerung wurde zunächst in Ghettos zusammengezogen, 1942 in das Ghetto Łódź deportiert und danach im Vernichtungslager Auschwitz ermordet.
Die vorübergehend im „Landkreis“ angesiedelten Deutschen (im Jahre 1942 15.434 Personen, etwa 12 % der Bevölkerung, in der Stadt Kalisz 10.441 Personen, etwa 22 % der drastisch reduzierten Stadtbevölkerung) flohen gegen Ende der deutschen Besetzung wieder.

## Ortsnamen
Auf Anordnung des Landrates in Kalisz wurden am 17. und 30. November 1939 eine Reihe von Orten eigenmächtig mit neuen deutschen Bezeichnungen versehen, es handelte sich meist um lautliche Angleichungen, Übersetzungen oder freie Erfindungen. Am 18. Mai 1943 erhielten alle Orte im Wartheland mit einer Post- oder Bahnstation deutsche Namen, dabei kam es teilweise zu Abweichungen.
Liste der Städte und Amtsbezirke im Landkreis Kalisch:
| polnischer Name   | deutscher Name (1939–1945)                 | polnischer Name | deutscher Name (1939–1945)                   |
| ----------------- | ------------------------------------------ | --------------- | -------------------------------------------- |
| Błaszki           | Schwarzau                                  | Kamień          | Steinhofen                                   |
| Blizanów          | Schrammhausen                              | Korzeniew       | Wurzelroden                                  |
| Borysławice       | Karlsdorf                                  | Koźminek        | 1939–1943 Bornhagen 1943–1945 Bornhag        |
| Brzeziny          | Waldwasser                                 | Lisków          | 1939–1943 Schöndorf 1943–1945 Schönort       |
| Ceków             | Treuensiegen                               | Opatówek        | Spatenfelde                                  |
| Chocz             | 1939–1943 Petershagen 1943–1945 Petersried | Rajsko          | 1939–1943 Hohenacker 1943–1945 Hochacker     |
| Godziesze Wielkie | 1939–1943 Hohenfelde 1943–1945 Hohensiedel | Staw            | Teichen                                      |
| Iwanowice         | Feldenrode                                 | Stawiszyn       | 1939–1943 Stavenshagen 1943–1945 Stavensheim |
| Jastrzębniki      | 1939–1945 Vogelsang 1943–1945 Vogelfeld    | Tykadłów        | 1939–1943 Weizenfelde 1943–1945 Weizenort    |
| Kalisz            | Kalisch                                    | Zbiersk         | Vorwalde                                     |